# 伝統工芸士
伝統工芸士（でんとうこうげいし）は、伝産法第24条第8号に基づいて伝統的工芸品産業振興協会が行う認定試験である。

## 概要
後継者不足等により低迷している伝統的工芸品産業の需要拡大を狙って1974年（昭和49年）に誕生した制度。伝統工芸士は、その産地固有の伝統工芸の保存、技術・技法の研鑽に努力し、その技を後世の代に伝えるという責務を負っている。そのため、産地伝統工芸士会に加入し、産地における伝統工芸の振興に努めることとなる。誕生時は通商産業大臣認定資格であり、経済産業大臣認定資格を経て、現在は(財)伝統的工芸品産業振興協会が認定事業を行っているが、伝産法の規定に基づく言わば国家資格である。

## 認定登録者数
平成23年2月25日現在、認定登録されている伝統工芸士は4,441名であり、内女性は569名である。

## 受験資格
経済産業大臣指定伝統的工芸品の製造に現在も直接従事して試験実施年度の4月1日現在、12年以上の実務経験年数を有して、原則産地内に居住している者であるが、富山県南砺市の井波彫刻(第2次指定)では20年以上の実務経験を有する者でなければ受験できない（厚生労働大臣認定｢一級井波木彫刻士｣受験資格の実務経験年数が重複するため）など、産地組合において独自の内部規定を設けている場合がある。

## 試験
産地組合の中に設置される委員会を通じて受験申請を行う。知識試験と実技試験、面接試験に分かれるが、知識試験は伝統的工芸品産業振興協会が伝統工芸士としての資質や専門的知識についての出題と採点を行う。実技試験と面接試験については極めて専門的な技術や個人的な資質を問われるため、産地組合に委託される。おおむね9月中に試験が実施され、合否の判断は伝統的工芸品産業振興協会が行うが、知識試験より産地組合から提出される実技と面接試験が優先される。

## 登録
12月中旬の合格通知後に産地委員会を通じて登録申請を行って、翌年2月下旬に伝統工芸士として登録される。